# Carlos Aldabe
Carlos Roberto Aldabe (* 1. Januar 1919 in Roberts, Provinz Buenos Aires; † 16. Oktober 1998) war ein argentinischer Fußballspieler und -trainer. Er ist vor allem bekannt als der Spielertrainer, der die seinerzeit höchst prominent besetzte kolumbianische Mannschaft CD Los Millonarios zur ersten Meisterschaft der Vereinsgeschichte führte.

## Karriere
Als Spieler verteidigte Roberto „Cacho“ Aldabe in der Provinz Buenos Aires von 1939 bis 1944 bei CA Platense in der ersten Liga und von 1945 bis 1946 bei Quilmes AC in der zweitklassigen Primera B. Ab 1949 war er Spielertrainer bei CD Los Millonarios in der kolumbianischen Hauptstadt Bogotá. Nach der Einführung des Professionalismus in Kolumbien reiste er im Auftrag des Vereinspräsidenten Alfonso Senior nach Buenos Aires um nach argentinischen Stars Ausschau zu halten. Auf seine Initiative hin kam im Juni 1949 El Maestro Adolfo Pedernera von CA River Plate, und in dessen Gefolge im August seine Mannschaftskollegen Néstor Rossi und Alfredo Di Stéfano zum Verein. 
Dies war begünstigt zum einen durch einen anhaltenden Spielerstreik in Argentinien der den Spielbetrieb dort stark beeinträchtigte und zum anderen dadurch, dass in der kolumbianischen Liga Spieler ohne Freigabe durch ihre Vorvereine auflaufen durften, womit die Vereine praktisch die fälligen Ablösegelder einsparten. 
Noch 1949 gewannen die Millonarios ihre erste Fußballmeisterschaft von Kolumbien. Ab Ende Mai 1950 war Aldabe nur mehr Spieler. In der Trainerfunktion beerbte ihn Pedernera und sollte den Verein bis zum Ende des El Dorado 1954 als viel gefeiertes Ballet Azul („Blaues Ballet“) zu weiteren großen Erfolgen führen. Aldabe schloss sich im weiteren Verlauf des Jahres aber in Peru dem gerade wieder in die erste Liga aufgestiegenen Verein Ciclista Lima an, wo weiland der Stürmer Juan Emilio Salinas Star der Mannschaft war. Ab Mitte 1952 absolvierte er noch einige Spiele in Kolumbien für Santa Fe und im Jahr darauf für Universidad aus Bogotá.
Nach seiner Rückkehr nach Argentinien trainierte er dort bis 1968 bei mehreren Vereinen im professionellen Bereich, wenngleich keine Spitzenklubs. Von 1953 bis 1954 trainierte er Quilmes AC in der zweiten Liga. Anschließend war er von 1956 bis 1958 in Chile tätig und trainierte dort zunächst in der zweiten Liga CD Universidad Católica – wo weiland der legendäre Sergio Livingstone das Tor wartete – und Everton de Viña del Mar mit dem paraguayischen Stürmerstar Máximo Rolón. Zwischen 1960 und 1968 trainierte er ein weiteres halbes Dutzend Vereine in Argentinien. Seine Engagements als Trainer waren eher kurzfristiger Natur und neue Titelgewinne blieben aus. Bei Universidad Católica war er möglicherweise der Trainer der den Verein, der 1955 als amtierender Meister abstieg, in die erste Liga zurückführte.